# Chalastonepsia hokkaidensis
Chalastonepsia hokkaidensis är en tvåvingeart som beskrevs av Uwe Kallweit 1998. Chalastonepsia hokkaidensis ingår i släktet Chalastonepsia och familjen svampmyggor. Inga underarter finns listade i Catalogue of Life.